# Exechonella gigantea
Exechonella gigantea is een mosdiertjessoort uit de familie van de Exechonellidae. De wetenschappelijke naam van de soort is voor het eerst geldig gepubliceerd in 1967 door Cook.